# Helen Wagner
Helen Wagner, née le 3 septembre 1918 à Lubbock, Texas, et morte le 1er mai 2010 à New York, est une actrice américaine.

## Biographie
Avec deux interruptions, elle jouait le rôle de Nancy Hughes dans le soap opera As the World Turns, depuis le début de la série en 1956.

## Filmographie

### Télévision
- 1952 : Haine et passion (The Guiding Light) (série télévisée) : Trudy Bauer Palmer
- 1952 : Miste Peepers (série télévisée) : Infirmière Johnson
- 1953-1954 : Valiant Lady (série télévisée) : Trudy
- 1954 : The World of Mr. Sweeney (série télévisée) : Marge
- 1954 : Inner Sanctum (série télévisée) : Midge / Une professeur
- 1956-2010 : As the World Turns (série télévisée) : Nancy Hughes